# Vinil Verde
Vinil Verde é um curta-metragem brasileiro de 2004, do gênero suspense, dirigido por Kleber Mendonça Filho e escrito por ele, em parceria com Bohdana Smyrnov. O filme é uma livre adaptação de uma fábula infantil russa títulada por Luvas Verdes. 

## Sinopse
Vinil Verde se passa no bairro Casa Amarela, da cidade do Recife, onde uma mãe (Verônica Alves) presenteia sua filha (Gabriela Souza) com uma caixa cheia de antigos discos de vinil coloridos, com músicas infantis. A mãe ordena que ela poderia ouvir todos exceto o disco de cor verde. No entanto, a filha desobedeçe e escuta mesmo assim o disco verde. Como resultado, algo estranho sempre acontece quando ela toca o disco verde.

## Produção
Vinil Verde não foi filmado, mas, sim, montado em um Mac G4 e fotografado com negativo 35mm still.  Para contar a história nesse formato, a inspiração do diretor Kleber Mendonça Filho foi o curta-metragem francês La Jetée (1962), do cineasta e fotografo Chris Marker. 
O arquivo final para transfer o curta em 35mm ficou com 49 GB de sequências animadas em TIFF. Isso foi realizado na Mega, em São Paulo. 

## Prêmios
- Festival de Brasília[3]
  - Melhor direção
  - Melhor Montagem
  - Prêmio da Crítica

- Festival Internacional de Curtas-Metragens de São Paulo[3]
  - Menção Honrosa ABD&C
  - Os 10 Mais - Escolha do Público
  - Prêmio Cachaça Cinema Clube